# Orange III
ORANGE III je tretja plošča zasedbe Pomaranča (ORANGE), ki je bila izdana leta 1985... Plošča ni bila uspešna saj so spremenili zvok in zamenjali dva člana skupine. Na plošči je bobnal Roman Škraba,pel pa Šefik Kardumovic. Po tej plošči so se 10 let kasneje vrnili z uspešnejšim albumom "Takoj se dava dol". Franc Teropšič se je vrnil za bobne in Boris Krmac je pel.